# Calamaria virgulata
Calamaria virgulata — вид змій родини полозових (Colubridae). Мешкає в Південно-Східній Азії.

## Поширення й екологія
Calamaria virgulata мешкають на Калімантані, Суматрі, Яві і Балі, на островах Ніас, Ріау, Бутон і Сулавесі, а також на півдні Філіппінського архіпелагу (Палаван, Сулу, Мінданао). Вони живуть у вологих тропічних лісах, на висоті до 1000 м над рівнем моря на горі Кінабалу та на висоті до 300 м над рівнем моря на Філіппінах.